# Temelucha minor
Temelucha minor là một loài tò vò trong họ Ichneumonidae.